# Kalter Staudenkopf
Der Kalte Staudenkopf ist ein 768 m ü. NHN hoher Berg am Südhang des Thüringer Waldes im Landkreis Hildburghausen, Thüringen. Er ist der südlichste Hauptgipfel eines etwa 8 km langen Rückens, der sich zwischen den Tälern von Nahe und Trenkbach/Schleuse vom Großen Hundskopf (824 m) am Rennsteig über die Erholungsorte Allzunah und Frauenwald (Ilm-Kreis) bis (Schleusegrund-)Steinbach am Südhang und Waldau im Tal der Schleuse zieht. Mittlerer Hauptgipfel ist der Schmiedswiesenkopf (784 m) und der nördliche der Große Riesenhaupt (764 m) im Süden Frauenwalds. Im Norden des Erholungsortes werden 775 m erreicht, noch weiter nördlich 793 m, was jedoch in unmittelbarer Nähe zum Hundskopf wenig auffällt.
Über den Rücken führt eine Straße, die in schneereichen Wintern zwischen Frauenwald und Steinbach gesperrt ist. Die Kreisgrenze zum Ilm-Kreis liegt unmittelbar im Norden des temporär gesperrten Abschnitts, im Süden Frauenwalds.
Der Kalte Staudenkopf trägt eine Antenne auf seinem Gipfel.

## Weitere Gipfel
Einen Südwest-Ausläufer des Schmiedswiesenkopfes stellt der 712 m hohe Sommerberg bei Schleusingerneundorf dar.
Der Kalte Staudenkopf selber geht nach Steinbach hin in deutlich niedrigere Nebengipfel (unter 700 m) über, die bei Waldau ein Tal-Niveau von etwa 400 m erreichen. So liegt östlich von Steinbach der ca. 710 m hohe Buchenkopf, westlich des Ortes der nach seiner Form benannte, komplett gerodete Ziegenrücken (661 m) und noch westlicher der Salzleckenkopf (640 m).

## Aussicht

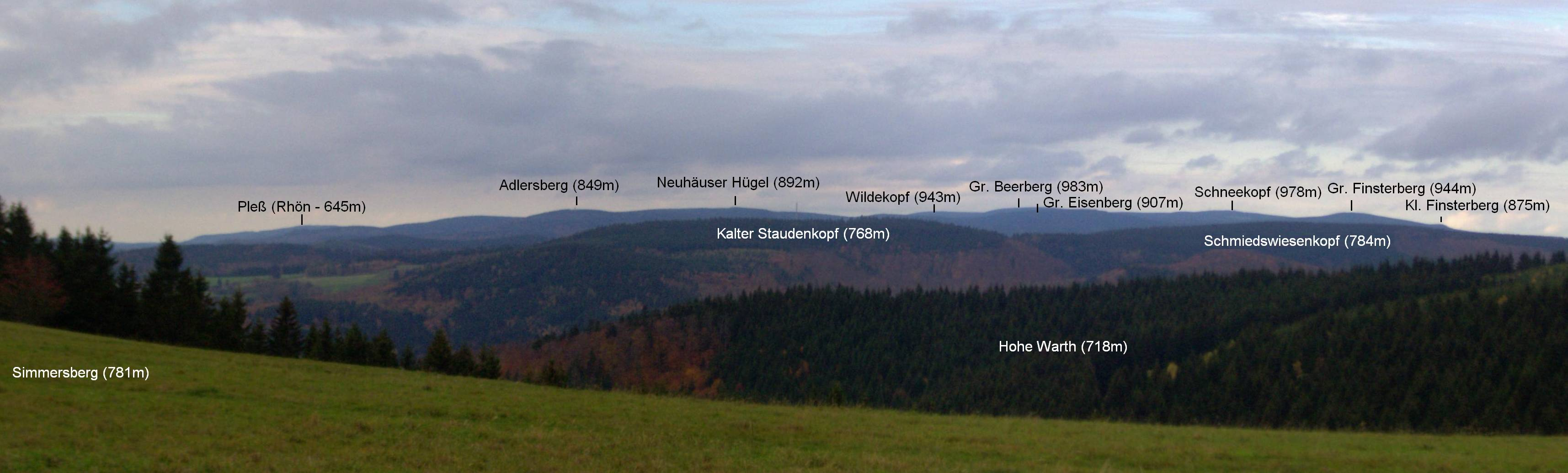
Blick vom Simmersberg (781 m) in Richtung Nordwest auf die höchsten Berge des Thüringer Waldes: Adlersberg (849,9 m) mit Neuhäuser Hügel (891 m), Großer Beerberg (teils verdeckt, 983 m) mit Wildekopf (943 m), Großer Eisenberg (907 m), Schneekopf (978 m), Großer Finsterberg (944 m) und Kleiner Finsterberg (875 m); im Vordergrund Kalter Staudenkopf (768 m) und Schmiedswiesenkopf (784 m) – der Große Riesenhaupt (764 m) bei Frauenwald und der Große Hundskopf (824 m) bei Allzunah schlössen sich rechts an – sowie der Nebengipfel Hohe Warth (718 m); links im Hintergrund der 52 km entfernte Pleß (645 m) in der Vorderen Rhön

Der Kalte Staudenkopf ist per Kraftfahrzeug vom Fünfarmigen Wegweiser aus, der in 736,5 m Höhe an der Straße Steinbach-Frauenwald steht, erreichbar. Westlich seines Gipfels befindet sich, nur minimal unterhalb, eine Wiese mit Rundumsicht zu den westlich gelegenen Bergen Adlersberg (mit Neuhäuser Hügel, 849,9 bzw. 891 m), Großer Eisenberg (907 m), Großer Beerberg (983 m), Schneekopf (978 m) und Großer Finsterberg (944 m) sowie zu der außerhalb des Thüringer Waldes liegenden Singularität Dolmar (740 m) und zu den Gleichbergen (642 und 679 m).

## Bildergalerie

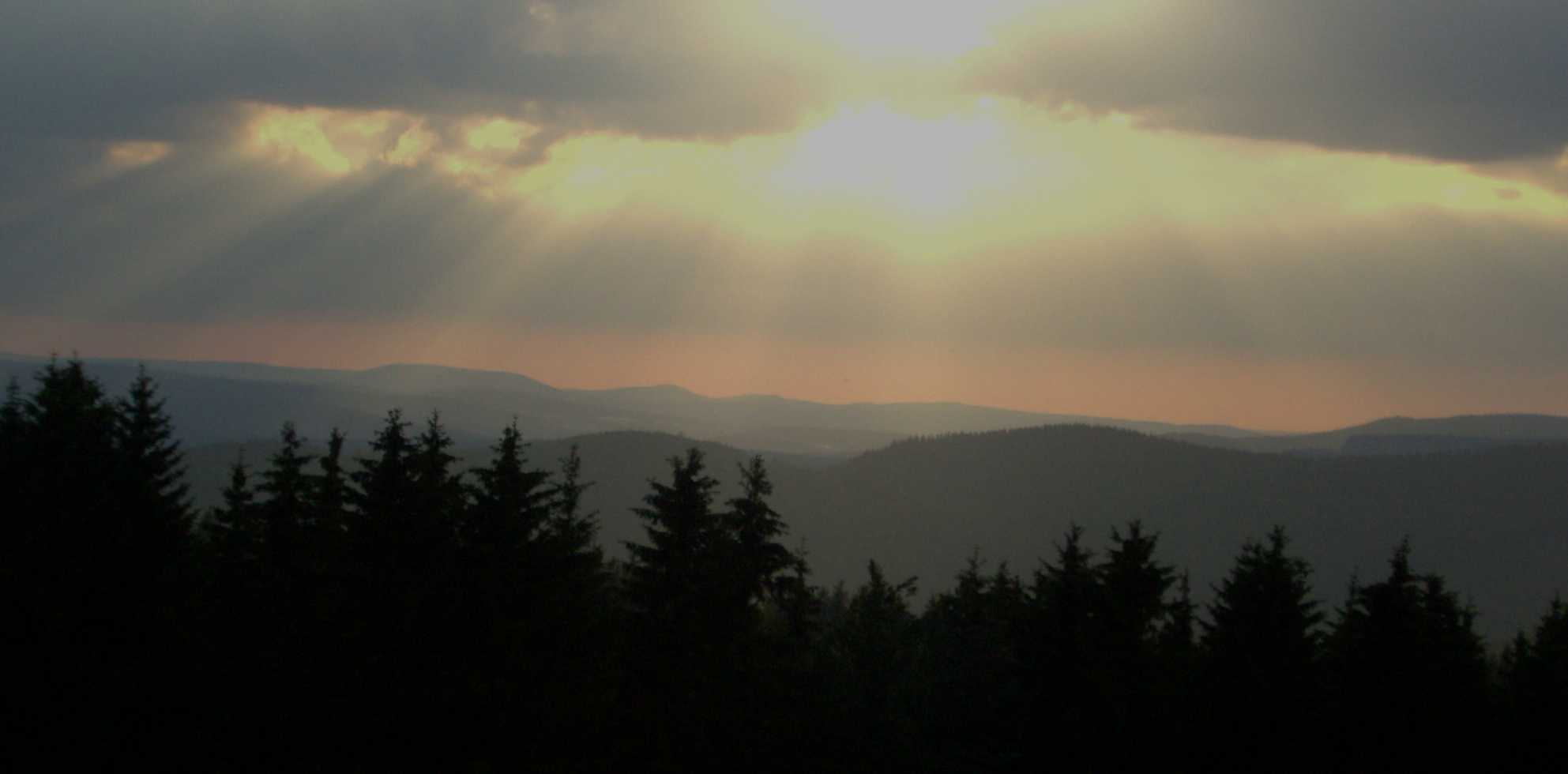
Blick auf den Thüringer Wald, den Dolmar bei Meiningen und die Vordere Rhön
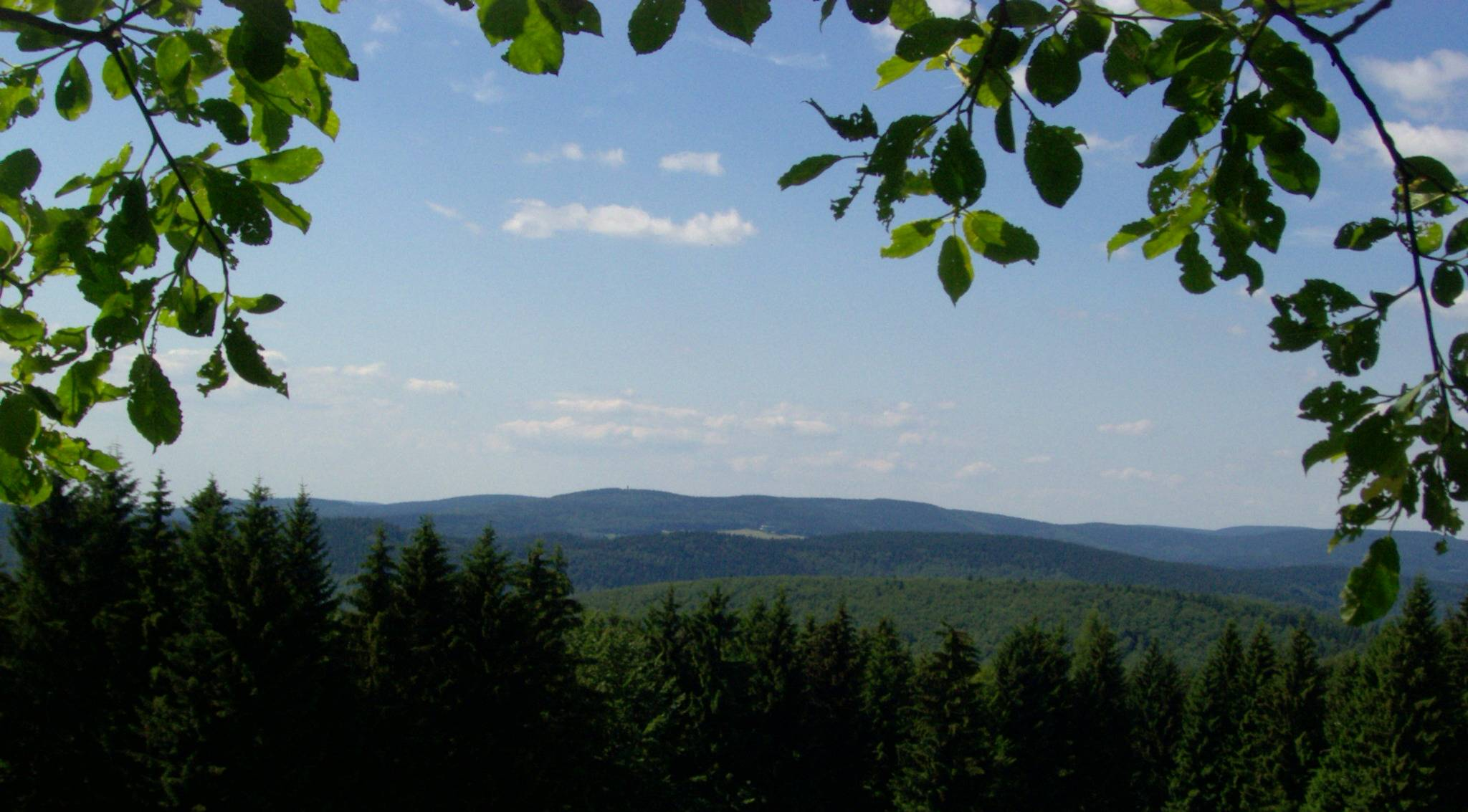
Blick auf den Adlersberg mit Neuhäuser Hügel
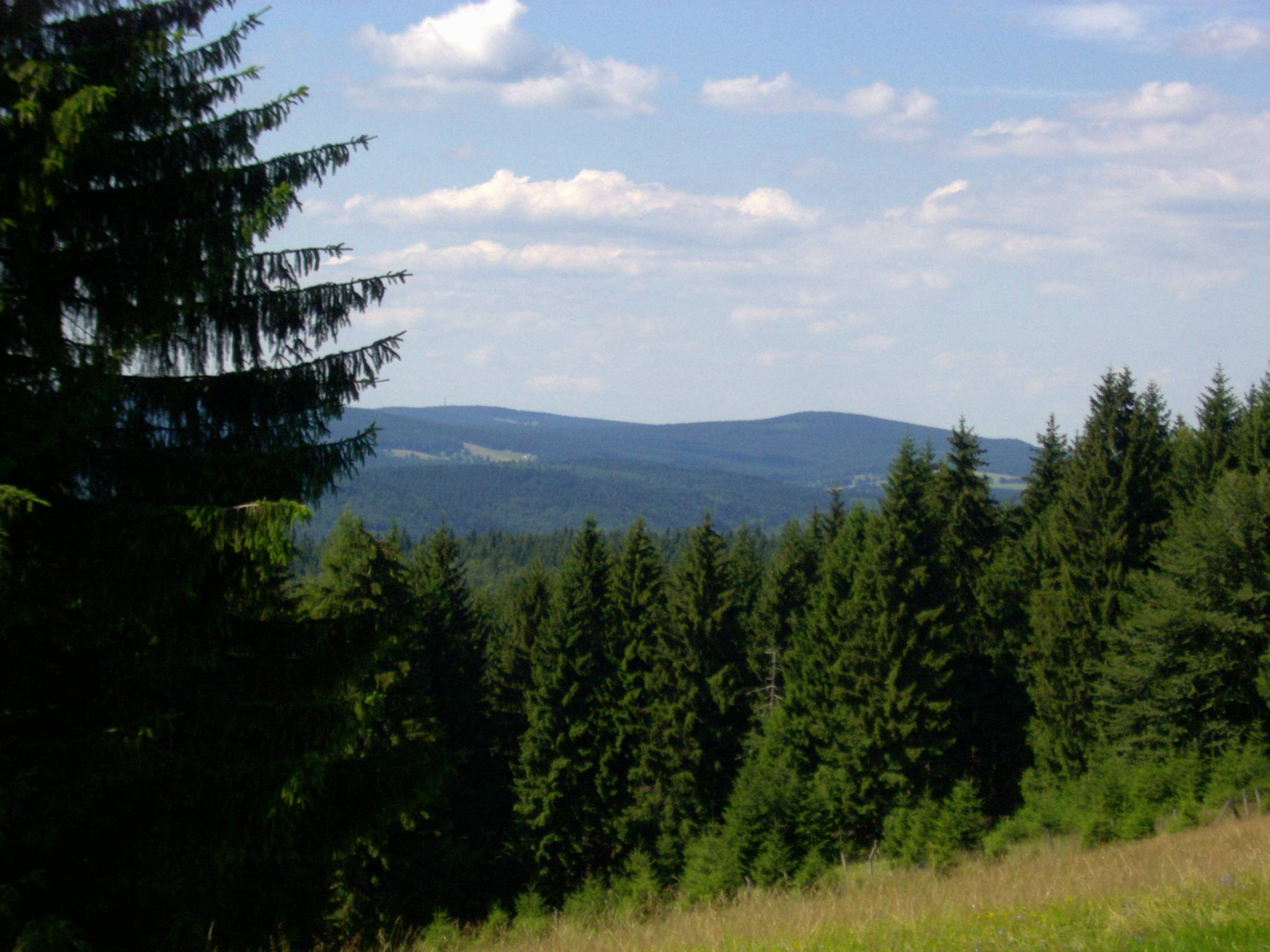
Blick auf den Schneekopf sowie Großen und Kleinen Finsterberg
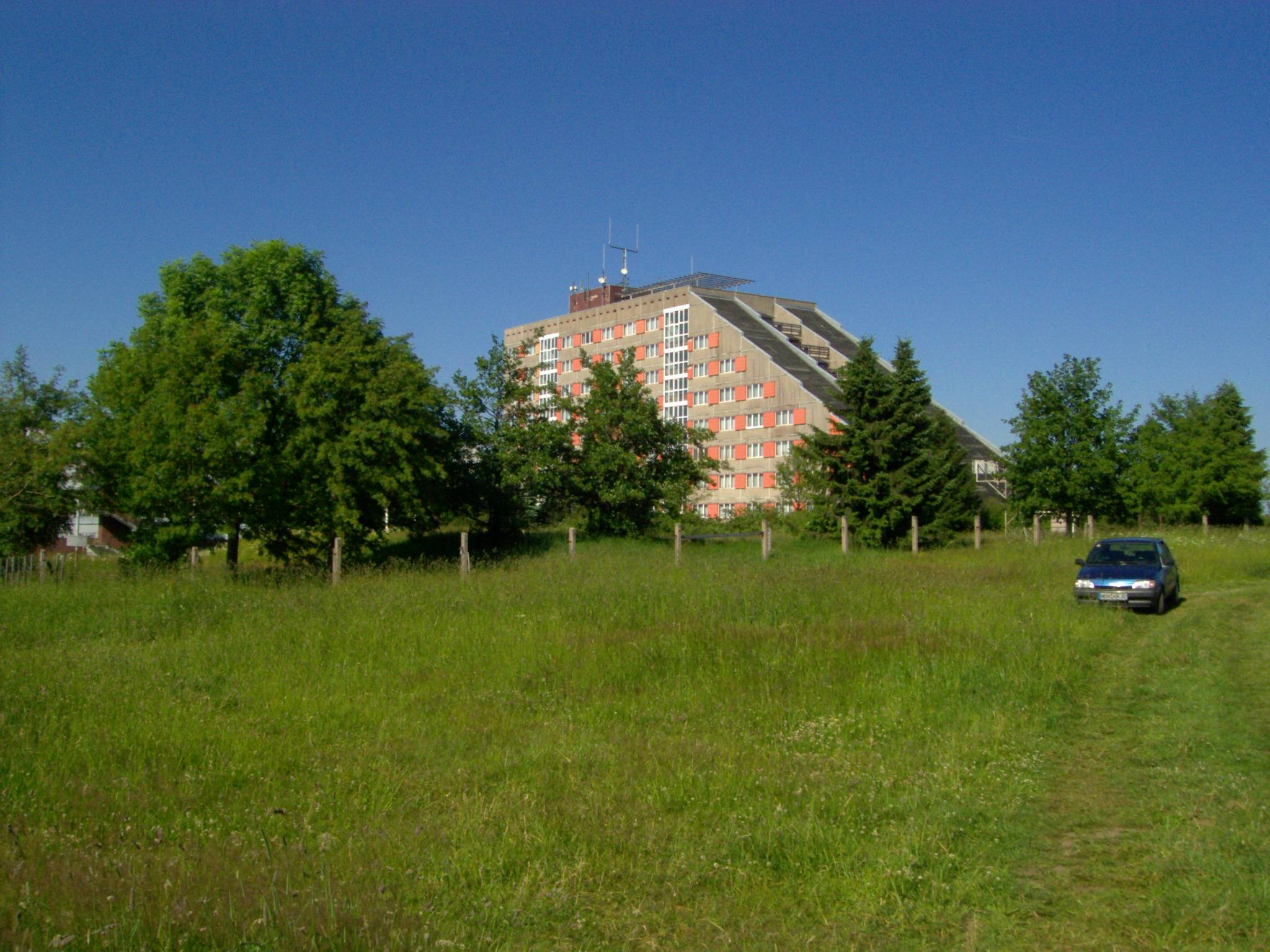
Das „Sprungschanzenhaus“ auf dem Großen Riesenhaupt in Frauenwald